# クイズ!丸をつけるだけ
『クイズ!丸をつけるだけ』（クイズまるをつけるだけ）は、NHK総合テレビジョンで放送されたクイズ番組。

## 概要
「丸を付けるだけで誰でも参加できる、新感覚クイズ番組」をコンセプトに、様々な写真やイラストからクイズを出題し、画像の中から正解と思われる物に丸を囲み解答する形で進行される。また番組公式ウェブサイトで問題を配信しており、視聴者が気軽に参加でき家族や友人らとのパーティーの場でも楽しめる趣向としている。
2022年度に2回（2022年8月23日・2023年1月10日）にわたりパイロット版として放送されたのち、2023年度に概ね月1回ペースで月曜日 19:57 - 20:42に放送された。

## 出演者

### MC
- 平子祐希（アルコ&ピース）
- 足立梨花

### ナレーター
- 酒井健太（アルコ&ピース、丸つけくんの声）
- クリステル・チアリ

### 回答者

#### パイロット版
第1回
初回放送日：2022年8月23日
- 中田喜子
- 柴田理恵
- 柴田英嗣（アンタッチャブル）
- 水谷隼
- 北原里英
- 寺田心

第2回
初回放送日：2023年1月10日
- 大和田伸也
- 三田寛子
- 吉田沙保里
- 藤森慎吾（オリエンタルラジオ）
- 井上咲楽
- 田牧そら

#### レギュラー版
第1回
初回放送日：2023年5月1日
- 岡田結実
- 陣内智則
- 高橋英樹
- 田牧そら
- 野村忠宏
- YOU

第2回
初回放送日：2023年6月5日
- アンミカ
- 尾上松也
- 松丸亮吾
- 向井慧（パンサー）
- IMARU
- 池田レイラ（完熟フレッシュ）

第3回
初回放送日：2023年7月10日（九州・沖縄のみ：2023年7月30日 13:50 - 14:35）
- 榊原郁恵
- 原晋
- 横山だいすけ
- 岩井勇気（ハライチ）
- 福田麻貴（3時のヒロイン）
- 武藤十夢

第4回
初回放送日：2023年8月28日
- 高田延彦
- 村山輝星
- 宮崎美子
- 井上咲楽
- 松丸亮吾
- 児嶋一哉（アンジャッシュ）

第5回
初回放送日：2023年10月16日
- 関根勤
- 三田寛子
- 伊藤俊介（オズワルド）
- 国本梨紗
- 高橋真麻
- 高地優吾

第6回
初回放送日：2023年11月6日
- 八木亜希子
- 長野博（20th Century）
- 春日俊彰（オードリー）
- 福田麻貴
- みちょぱ
- 田牧そら

第7回
初回放送日：2023年11月27日
- 高橋克実
- 井森美幸
- 土田晃之
- 高橋真麻
- ぺこぱ
- 髙橋ひかる

第8回
初回放送日：2023年12月18日
- 高畑淳子
- 薬丸裕英
- なすなかにし
- 菊川怜
- 松丸亮吾
- 国本梨紗

第9回
初回放送日：2024年1月29日
- 宅麻伸
- 榊原郁恵
- 吉村崇（平成ノブシコブシ）
- 関口メンディー（GENERATIONS from EXILE TRIBE）
- 武藤十夢
- 村山輝星

第10回
初回放送日：2024年3月4日
- 浅野ゆう子
- 肥後克広（ダチョウ倶楽部）
- 柴田英嗣（アンタッチャブル）
- 中村仁美
- 松丸亮吾
- 田牧そら